# Astra 5B
O Astra 5B (também conhecido por HYLAS 2B) é um satélite de comunicação geoestacionário europeu construído pela Airbus Defence and Space que está localizado na posição orbital de 23,5 graus de longitude leste e é operado pela SES Astra divisão da SES. O satélite foi baseado na plataforma Eurostar-3000 e sua expectativa de vida útil é de 15 anos.

## História
A SES S.A. e Astrium (atual Airbus Defence and Space) anunciaram em dezembro de 2009 que a SES encomendou quatro satélites multi-missão da Astrium para fornecer reposição, bem como incrementar a capacidade de suas divisões SES Astra e SES World Skies. Os novos satélites, são designados de Astra 2E, Astra 2F, Astra 2G e Astra 5B.
O Astra 5B foi implantado na posição orbital de 31,5 graus de longitude leste, estendendo a capacidade de transponder da SES Astra e o alcance geográfico sobre os mercados europeus e vizinhos orientais para Direct-to-home (DTH), Direct-to-cabo (DTC) e contribuir com o desenvolvimento da Televisão Digital Terrestre redes (TDT).
A Avanti alugou em setembro de 2015 um feixe direcionável de banda Ka do Astra 5B, o aluguel perdurará por toda vida útil restante do satélite de 13,5 anos. A capacidade, totalizando cerca de 3 GHz, pode ser direcionada para a Europa, Oriente Médio e África e é comercializada como HYLAS 2B. O aluguer da capacidade do Astra 5B permitirá à Avanti desenvolver um mercado que pretendia servir com o satélite Hylas 3, que está atualmente atrasado com lançamento previsto apenas para 2019.

## Lançamento
O satélite foi lançado com sucesso ao espaço no dia 22 de março de 2014, às 22:04 UTC, por meio de um veículo Ariane 5 ECA, a partir do Centro Espacial de Kourou, na Guiana Francesa, juntamente com o satélite Amazonas 4A. Ele tinha uma massa de lançamento de 5724 kg.

## Capacidade e cobertura
O Astra 5B está equipado com vários transponders para prestar serviços de telecomunicação à Europa, Ásia Central e Oriente Médio.